# آکاسیای سیاه‌شاخه
واچلیا ریگیدولا (نام علمی: Acacia rigidula) نام یک گونه از سرده اقاقیا است.

## نگارخانه

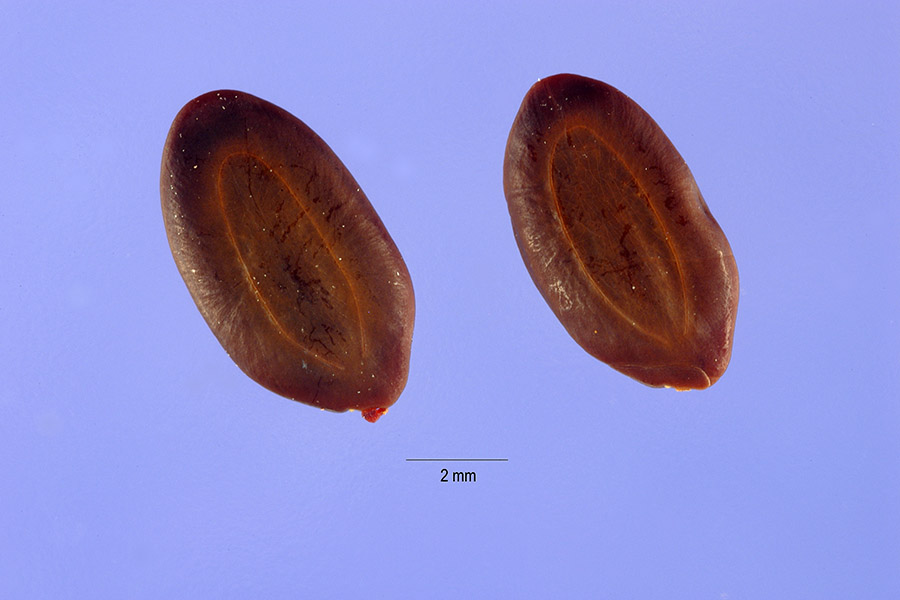
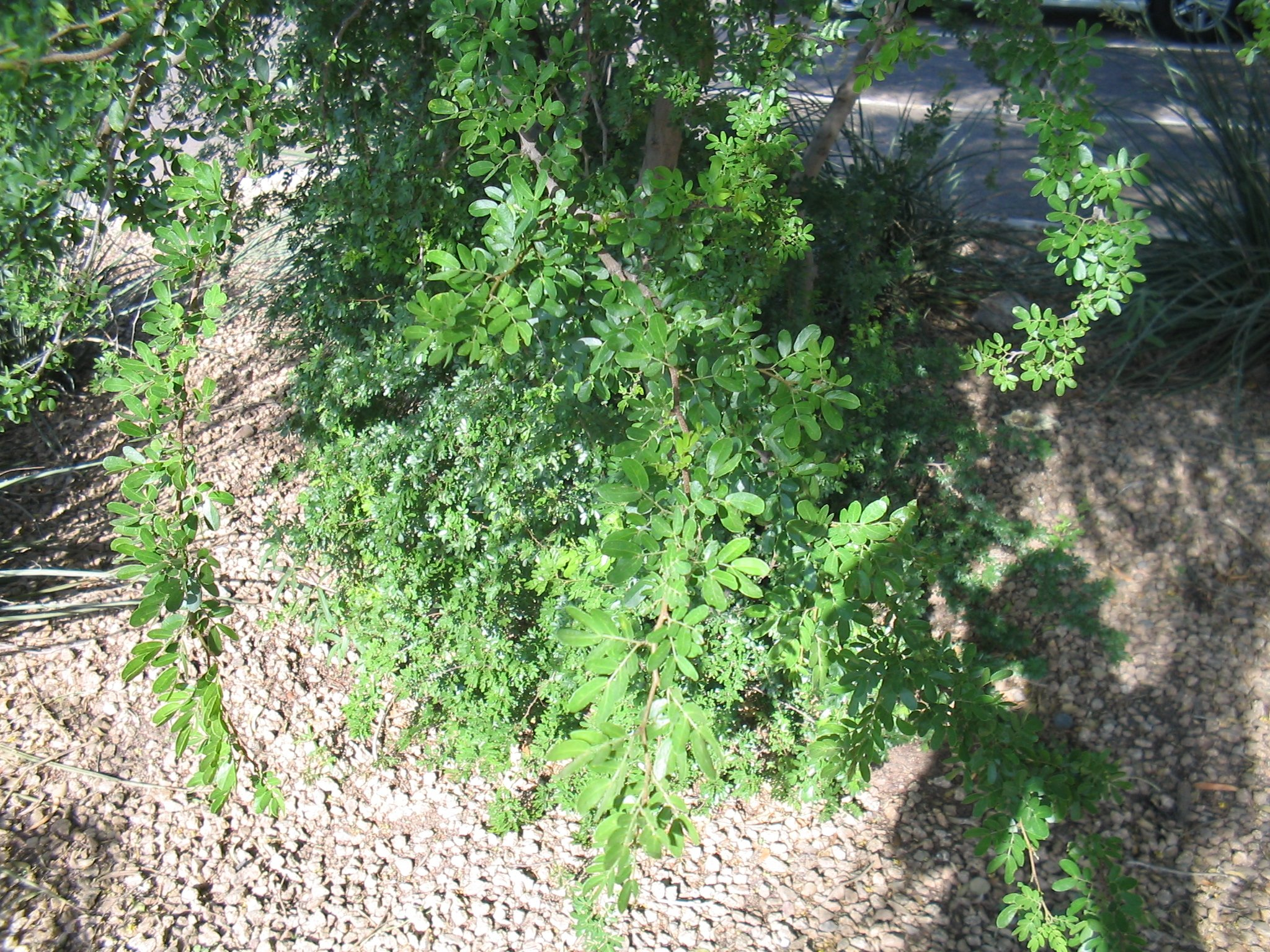
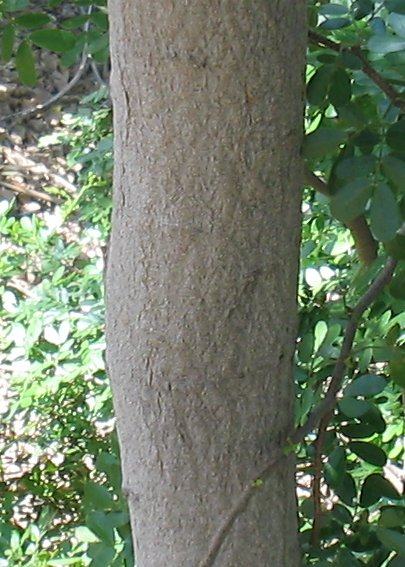